# Serie A 2001-2002 (pallacanestro maschile)
La Serie A FIP 2001-2002 è stata l'ottantesima edizione del massimo campionato italiano di pallacanestro maschile.
L'edizione 2001-2002 è la prima dopo la riforma dei campionati, che ha visto la nascita della Serie A e del campionato di Legadue.
Lo scudetto è stato vinto dalla Benetton Treviso. Sono retrocesse in Legadue la Mabo Livorno e la Fillattice Imola. Successivamente, Livorno è stata ripescata al posto della Müller Verona, esclusa dal campionato per il sopravvenuto fallimento della società.

## Stagione
A sostituire la retrocessa Basket Rimini, salgono nella massima serie Biella e Livorno, entrambe esordienti nella massima serie, e Fabriano, che torna nella massima serie dopo 9 stagioni.
Con il fallimento societario del Sporting Club Montecatini Terme in estate, il campionato passa dalle 20 squadre previste a 19 squadre. 
Le squadre partecipanti ai playoff diventano 12, con le prime 4 già qualificate ai quarti di finale. Il primo turno al meglio delle tre gare, dai quarti in poi al meglio delle cinque.

## Squadre partecipanti
| Squadra             | Stagione | Città           | Palazzetto                         | Stagione precedente                        |
| ------------------- | -------- | --------------- | ---------------------------------- | ------------------------------------------ |
| Scandone Avellino   | dettagli | Avellino        | Palasport Giacomo Del Mauro        | 9º posto in Serie A                        |
| Pall. Biella        | dettagli | Biella          | PalaPajetta                        | 1º posto in Serie A2                       |
| Fortitudo Bologna   | dettagli | Bologna         | PalaDozza                          | 3º posto in Serie A                        |
| Virtus Bologna      | dettagli | Bologna         | PalaMalaguti (Casalecchio di Reno) | 1º posto in Serie A, Campione              |
| Pall. Cantù         | dettagli | Cantù           | Palasport Pianella (Cucciago)      | 16º posto in Serie A                       |
| Fabriano Basket     | dettagli | Fabriano        | PalaGuerrieri                      | 5º posto in Serie A2, promosso ai play-off |
| A. Costa Imola      | dettagli | Imola           | PalaCattani (Faenza)               | 17º posto in Serie A                       |
| Basket Livorno      | dettagli | Livorno         | PalaMacchia                        | 4º posto in Serie A2, promosso ai play-off |
| Olimpia Milano      | dettagli | Milano          | PalaSharp                          | 15º posto in Serie A                       |
| V.L. Pesaro         | dettagli | Pesaro          | BPA Palas                          | 2º posto in Serie A                        |
| Viola R. Calabria   | dettagli | Reggio Calabria | PalaPentimele                      | 14º posto in Serie A                       |
| Virtus Roma         | dettagli | Roma            | Palazzetto dello Sport             | 5º posto in Serie A                        |
| Pall. Roseto        | dettagli | Roseto          | Palasport comunale                 | 8º posto in Serie A                        |
| Mens Sana Siena     | dettagli | Siena           | Palasport Mens Sana                | 6º posto in Serie A                        |
| Pall. Treviso       | dettagli | Treviso         | PalaVerde                          | 4º posto in Serie A                        |
| Pall. Trieste       | dettagli | Trieste         | PalaTrieste                        | 13º posto in Serie A                       |
| Amici Pall. Udinese | dettagli | Udine           | PalaCarnera                        | 7º posto in Serie A                        |
| Pall. Varese        | dettagli | Varese          | PalaIgnis                          | 11º posto in Serie A                       |
| Scaligera Verona    | dettagli | Verona          | PalaOlimpia                        | 10º posto in Serie A                       |

### Allenatori e primatisti
| Squadra         | Allenatore                                                             | Capitano             | Cestista più presente                              | Miglior marcatore         |
| --------------- | ---------------------------------------------------------------------- | -------------------- | -------------------------------------------------- | ------------------------- |
| Avellino        | Luca Dalmonte                                                          | Sydney Johnson       | Tyrone Grant Sydney Johnson Jarod Stevenson (36)   | Tyrone Grant (576)        |
| Biella          | Alessandro Ramagli                                                     |                      | Mike Batiste Kevin Rankin Matteo Malaventura (36)  | Malik Dixon (587)         |
| Fortitudo BO    | Matteo Boniciolli                                                      | Claudio Pilutti      | Giacomo Galanda Marko Milič (36)                   | Gregor Fučka (603)        |
| Virtus BO       | Ettore Messina (1ª-26ª) Giordano Consolini (27ª) Ettore Messina (28ª-) | Antoine Rigaudeau    | Emanuel Ginóbili David Andersen (36)               | Emanuel Ginóbili (715)    |
| Cantù           | Stefano Sacripanti                                                     | Antonello Riva       | 5 giocatori (36)                                   | Sam Hines (655)           |
| Fabriano        | Maurizio Lasi                                                          |                      | Rodney Monroe Chandler Thompson Michael Meeks (36) | Rodney Monroe (757)       |
| Imola           | Alessandro Finelli (1ª-18ª) Andrea Mazzon (19ª-)                       |                      | 4 giocatori (36)                                   | Juan Manuel Moltedo (583) |
| Livorno         | Luca Banchi                                                            | Daniele Parente      | 5 giocatori (36)                                   | Rodney Elliott (588)      |
| Milano          | Guido Saibene (1ª-5ª) Filippo Faina (6ª-)                              | Flavio Portaluppi    | Andrea Michelori Marco Mordente (36)               | Louis Bullock (696)       |
| Pesaro          | Stefano Pillastrini                                                    |                      | Melvin Booker Marko Tušek Silvio Gigena (36)       | Melvin Booker (645)       |
| Reggio Calabria | Tonino Zorzi                                                           | Alejandro Montecchia | Alejandro Montecchia (33)                          | J.J. Eubanks (471)        |
| Roma            | Attilio Caja                                                           | Alessandro Tonolli   | Alex Righetti (36)                                 | Carlton Myers (585)       |
| Roseto          | Demis Cavina (1ª-16ª) Bruno Impaloni (17ª-)                            |                      | Josh Grant Alvin Sims (36)                         | Mario Boni (716)          |
| Siena           | Ergin Ataman                                                           | Roberto Chiacig      | Roberto Chiacig Mindaugas Žukauskas (36)           | Boris Gorenc (618)        |
| Treviso         | Mike D'Antoni                                                          | Riccardo Pittis      | Tyus Edney Riccardo Pittis (36)                    | Tyus Edney (569)          |
| Trieste         | Cesare Pancotto                                                        |                      | 4 giocatori (36)                                   | Nate Erdmann (561)        |
| Udine           | Phil Melillo Fabrizio Frates                                           |                      | Mauro Sartori (36)                                 | Vincenzo Esposito (369)   |
| Varese          | Giancarlo Sacco (1ª-8ª) Edoardo Colombo (9ª-22ª) Gregor Beugnot (23ª-) | Francesco Vescovi    | Francesco Vescovi (36)                             | Derrek Hamilton (606)     |
| Verona          | Lino Lardo                                                             |                      | 6 giocatori (36)                                   | Titus Ivory (532)         |

## Stagione regolare

### Classifica
|  | Pos. | Squadra                    | PT | G  | V  | P  | PF   | PS   | Dif  | SD       |
|  | ---- | -------------------------- | -- | -- | -- | -- | ---- | ---- | ---- | -------- |
|  | 1.   | Skipper Bologna            | 58 | 36 | 29 | 7  | 3075 | 2807 | +268 |          |
|  | 2.   | Benetton Treviso           | 56 | 36 | 28 | 8  | 3359 | 2986 | +373 | +6       |
|  | 3.   | Kinder Bologna             | 56 | 36 | 28 | 8  | 3121 | 2703 | +418 | -6       |
|  | 4.   | Oregon Scientific Cantù    | 54 | 36 | 27 | 9  | 2979 | 2797 | +182 |          |
|  | 5.   | Montepaschi Siena          | 50 | 36 | 25 | 11 | 2975 | 2714 | +261 |          |
|  | 6.   | Scavolini Pesaro           | 46 | 36 | 23 | 13 | 3003 | 2892 | +111 |          |
|  | 7.   | Coop Nordest Trieste       | 38 | 36 | 19 | 17 | 2861 | 2945 | -84  |          |
|  | 8.   | Würth Roma                 | 36 | 36 | 18 | 18 | 2813 | 2824 | -11  |          |
|  | 9.   | Euro Roseto                | 30 | 36 | 15 | 21 | 3018 | 3157 | -139 |          |
|  | 10.  | Metis Varese               | 28 | 36 | 14 | 22 | 3086 | 3149 | -63  | 4-2      |
|  | 11.  | Fabriano Basket            | 28 | 36 | 14 | 22 | 2983 | 3166 | -183 | 3-3 (+6) |
|  | 12.  | Snaidero Udine             | 28 | 36 | 14 | 22 | 2858 | 3166 | -93  | 3-3 (-6) |
|  | 13.  | Lauretana Biella           | 28 | 36 | 14 | 22 | 2966 | 3091 | -125 | 2-4      |
|  | 14.  | De Vizia Avellino          | 26 | 36 | 13 | 23 | 2869 | 2994 | -125 | 3-1      |
|  | 15.  | Müller Verona              | 26 | 36 | 13 | 23 | 2852 | 2974 | -122 | 2-2      |
|  | 16.  | Viola Reggio Calabria      | 26 | 36 | 13 | 23 | 2974 | 3205 | -233 | 1-3      |
|  | 17.  | Adecco Milano              | 24 | 36 | 12 | 24 | 2953 | 3069 | -115 | +6       |
|  | 18.  | Mabo Prefabbricati Livorno | 24 | 36 | 12 | 24 | 2979 | 3199 | -220 | -6       |
|  | 19.  | Fillattice Imola           | 20 | 36 | 10 | 26 | 2859 | 2956 | -100 |          |

      Campione d'Italia.
      Ammesse ai playoff scudetto.
      Retrocesse in Serie A2
  Vincitrice del campionato italiano
  Vincitrice della Supercoppa italiana 2001
  Vincitrice della Coppa Italia 2002
In caso di parità fra due squadre si considera la differenza canestri degli scontri diretti, in caso di scarto nullo si considera il coefficiente canestri (PF/PS). In caso di parità fra tre o più squadre si procede al calcolo della classifica avulsa, prendendo in considerazione come primo elemento il totale degli scontri diretti tra le squadre interne alla classifica avulsa, in caso di parità interna fra due squadre si prosegue con le regole per la parità tra due squadre.
Note:
Al termine della stagione Verona non si iscrive al prossimo campionato per fallimento societario.
A fine stagione Livorno viene ripescata per la mancata iscrizione di Verona.

### Risultati
| Prima giornata |                       |          |
| 23-09-01       |                       | 13-01-02 |
| 61-54          | Virtus BO-Cantù       | 84-68    |
| 119-74         | Treviso-Roseto        | 79-88    |
| 114-48         | Roma-Reggio c.        | 65-62    |
| 75-85          | Avellino-Fortitudo BO | 71-83    |
| 89-86          | Trieste-Pesaro        | 76-83    |
| 80-73          | Milano-Verona         | 73-74    |
| 69-81          | Imola-Siena           | 74-82    |
| 79-75          | Biella-Udine          | 74-76    |
| 82-94          | Fabriano-Varese       | 78-93    |

| Quarta giornata |                     |          |
| 04-10-01        |                     | 10-02-02 |
| 67-81           | Pesaro-Siena        | 90-89    |
| 85-79           | Treviso-Varese      | 86-94    |
| 73-81           | Roma-Imola          | 81-88    |
| 90-84           | Avellino-Roseto     | 83-88    |
| 75-69           | Trieste-Cantù       | 64-92    |
| 57-78           | Reggio C.-Verona    | 92-85    |
| 78-84           | Milano-Udine        | 57-65    |
| 86-76           | Biella-Fortitudo BO | 67-82    |
| 79-94           | Livorno-Fabriano    | 104-98   |

| Settima giornata |                  |          |
| 21-10-01         |                  | 10-03-02 |
| 83-80            | Cantù-Varese     | 87-81    |
| 92-78            | Virtus BO-Pesaro | 62-95    |
| 60-81            | Roma-Treviso     | 77-102   |
| 103-83           | Siena-Reggio C.  | 93-85    |
| 74-70            | Udine-Livorno    | 80-97    |
| 96-98            | Verona-Biella    | 80-84    |
| 78-85            | Milano-Trieste   | 81-90    |
| 77-66            | Imola-Avellino   | 78-82    |
| 72-71            | Fabriano-Roseto  | 94-98    |

| Decima giornata |                     |          |
| 11-11-01        |                     | 17-03-02 |
| 98-88           | Trieste-Udine       | 69-58    |
| 92-69           | Virtus BO-Fabriano  | 92-98    |
| 91-78           | Pesaro-Roma         | 65-67    |
| 89-62           | Siena-Cantù         | 52-60    |
| 107-103         | Roseto-Imola        | 85-80    |
| 89-72           | Verona-Varese       | 83-91    |
| 74-80           | Reggio C.-Livorno   | 90-91    |
| 70-95           | Milano-Fortitudo BO | 79-91    |
| 79-80           | Biella-Avellino     | 91-70    |

| Tredicesima giornata |                     |          |
| 09-12-01             |                     | 02-04-02 |
| 86-83                | Cantù-Udine         | 76-84    |
| 105-67               | Virtus BO-Milano    | 83-74    |
| 97-76                | Pesaro_Biella       | 80-94    |
| 80-83                | Siena-Livorno       | 83-60    |
| 106-103              | Roseto-Roma         | 64-62    |
| 97-85                | Avellino-Reggio C.  | 78-64    |
| 70-74                | Varese-Fortitudo BO | 75-78    |
| 87-85                | Trieste-Treviso     | 79-100   |
| 68-70                | Imola-Fabriano      | 94-87    |

| Sedicesima giornata |                       |          |
| 27-12-01            |                       | 14-04-02 |
| 87-75               | Virtus BO-Roseto      | 97-80    |
| 84-72               | Treviso-Cantù         | 98-91    |
| 93-77               | Roma-Livorno          | 100-84   |
| 95-86               | Verona-Siena          | 66-75    |
| 90-84               | Trieste-Varese        | 87-94    |
| 88-77               | Milano-Avellino       | 88-86    |
| 100-101             | Imola-Pesaro          | 78-82    |
| 91-93               | Biella-Reggio C.      | 107-108  |
| 64-91               | Fabriano-Fortitudo BO | 89-103   |

| Diciannovesima giornata |                        |          |
| 06-01-02                |                        | 27-04-02 |
| 79-70                   | Fortitudo BO-Reggio C. | 88-89    |
| 83-73                   | Siena-Treviso          | 84-88    |
| 75-79                   | Udine-Verona           | 67-80    |
| 80-60                   | Roseto-Trieste         | 97-101   |
| 84-69                   | Avellino-Cantù         | 69-101   |
| 88-83                   | Varese-Roma            | 73-63    |
| 82-89                   | Imola-Milano           | 75-76    |
| 87-74                   | Biella-Virtus BO       | 58-84    |
| 66-67                   | Livorno-Pesaro         | 71-102   |

| Seconda giornata |                      |          |
| 27-09-01         |                      | 19-01-02 |
| 78-69            | Fortitudo BO-Trieste | 74-65    |
| 76-64            | Pesaro-Milano        | 93-87    |
| 74-66            | Siena-Fabriano       | 99-102   |
| 92-58            | Udine-Imola          | 58-68    |
| 78-74            | Verona-Roma          | 77-87    |
| 84-87            | Varese-Avellino      | 87-92    |
| 72-90            | Reggio C.-Treviso    | 86-102   |
| 83-71            | Cantù-Biella         | 93-71    |
| 72-89            | Livorno-Virtus BO    | 71-92    |

| Quinta giornata |                     |          |
| 07-10-01        |                     | 17-02-02 |
| 84-59           | Virtus BO-Roma      | 64-72    |
| 84-81           | Siena-Avellino      | 82-77    |
| 106-93          | Udine-Varese        | 79-82    |
| 95-91           | Roseto-Livorno      | 95-103   |
| 83-89           | Verona-Fortitudo BO | 64-72    |
| 81-85           | Milano-Biella       | 94-100   |
| 87-73           | Cantù-Reggio C.     | 96-86    |
| 64-72           | Imola-Trieste       | 59-72    |
| 69-91           | Fabriano-Treviso    | 93-112   |

| Ottava giornata |                   |          |
| 28-10-01        |                   | 12-03-02 |
| 76-88           | Biella-Fabriano   | 76-77    |
| 88-69           | Fortitudo BO-Roma | 81-84    |
| 82-85           | Pesaro-Cantù      | 63-74    |
| 101-78          | Treviso-Milano    | 90-98    |
| 88-79           | Roseto-Udine      | 77-91    |
| 79-90           | Varese-Siena      | 69-91    |
| 89-91           | Trieste-Virtus BO | 62-98    |
| 73-87           | Reggio C.-Imola   | 79-78    |
| 92-73           | Livorno-Verona    | 109-99   |

| Undicesima giornata |                        |          |
| 17-11-01            |                        | 24-03-02 |
| 80-79               | Fortitudo BO-Virtus BO | 63-94    |
| 112-80              | Treviso-Biella         | 99-79    |
| 69-58               | Roseto-Siena           | 57-78    |
| 76-77               | Varese-Pesaro          | 80-94    |
| 93-81               | Trieste-Reggio C.      | 85-98    |
| 78-74               | Cantù-Milano           | 77-70    |
| 72-83               | Imola-Verona           | 69-79    |
| 110-96              | Fabriano-Udine         | 86-94    |
| 84-67               | Avellino-Livorno       | 101-92   |

| Quattordicesima giornata |                    |          |
| 16-12-01                 |                    | 04-04-02 |
| 91-71                    | Fortitudo BO-Siena | 71-80    |
| 104-86                   | Treviso-Livorno    | 105-78   |
| 79-75                    | Roma-Avellino      | 73-76    |
| 67-92                    | Udine-Virtus BO    | 73-112   |
| 80-72                    | Verona-Trieste     | 68-84    |
| 86-75                    | Reggio C.-Pesaro   | 93-102   |
| 83-69                    | Biella-Imola       | 66-100   |
| 85-92                    | Fabriano-Cantù     | 81-97    |
| 87-74                    | Milano-Roseto      | 92-93    |

| Diciassettesima giornata |                     |          |
| 30-12-07                 |                     | 21-04-02 |
| 78-62                    | Fortitudo BO-Pesaro | 85-76    |
| 79-67                    | Siena-Virtus BO     | 68-76    |
| 93-91                    | Udine-Treviso       | 83-80    |
| 92-99                    | Roseto-Reggio C.    | 78-76    |
| 89-95                    | Avellino-Trieste    | 73-81    |
| 100-91                   | Varese-Milano       | 87-86    |
| 92-72                    | Cantù-Roma          | 77-69    |
| 76-75                    | Livorno-Biella      | 98-92    |
| 80-75                    | Fabriano-Verona     | 70-84    |

| Terza giornata |                      |          |
| 30-09-07       |                      | 03-02-02 |
| 93-64          | Fortitudo BO-Livorno | 99-91    |
| 86-68          | Siena-Trieste        | 80-67    |
| 69-73          | Udine-Roma           | 60-66    |
| 65-82          | Roseto-Pesaro        | 78-79    |
| 81-85          | Avellino-Treviso     | 71-85    |
| 104-84         | Varese-Biella        | 77-101   |
| 79-60          | Cantù-Verona         | 86-84    |
| 69-70          | Imola-Virtus BO      | 82-99    |
| 84-79          | Fabriano-Milano      | 81-94    |

| Sesta giornata |                     |          |
| 14-10-01       |                     | 03-03-02 |
| 81-87          | Fortitudo-Cantù     | 90-81    |
| 91-89          | Pesaro-Udine        | 82-71    |
| 87-81          | Treviso-Verona      | 101-86   |
| 75-79          | Roma-Milano         | 103-100  |
| 93-104         | Avellino-Fabriano   | 73-81    |
| 104-98         | Varese-Roseto       | 81-99    |
| 86-98          | Reggio C.-Virtus BO | 72-82    |
| 78-104         | Biella-Siena        | 63-77    |
| 72-79          | Livorno-Imola       | 77-78    |

| Nona giornata |                    |          |
| 04-11-01      |                    | 14-03-02 |
| 85-107        | Imola-Treviso      | 95-99    |
| 96-72         | Virtus BO-Avellino | 86-81    |
| 82-77         | Roma-Biella        | 80-78    |
| 83-93         | Udine-Fortitudo BO | 76-89    |
| 82-90         | Verona-Pesaro      | 71-81    |
| 104-76        | Milano-Reggio C.   | 86-96    |
| 91-81         | Cantù-Roseto       | 84-72    |
| 92-91         | Livorno-Varese     | 83-92    |
| 72-81         | Fabriano-Trieste   | 79-74    |

| Dodicesima giornata |                    |          |
| 02-12-01            |                    | 30-03-02 |
| 82-80               | Treviso-Virtus BO  | 91-87    |
| 84-83               | Fortitudo BO-Imola | 81-77    |
| 90-76               | Pesaro-Fabriano    | 89-105   |
| 77-59               | Roma-Trieste       | 65-79    |
| 92-86               | Udine-Siena        | 64-80    |
| 91-83               | Verona-Avellino    | 67-80    |
| 84-89               | Reggio C.-Varese   | 112-101  |
| 90-71               | Biella-Roseto      | 82-75    |
| 87-96               | Livorno-Cantù      | 87-93    |

| Quindicesima giornata |                     |          |
| 23-12-01              |                     | 07-04-02 |
| 93-101                | Pesaro-Treviso      | 80-81    |
| 101-72                | Virtus BO-Verona    | 83-63    |
| 86-74                 | Siena-Roma          | 86-92    |
| 98-103                | Roseto-Fortitudo BO | 83-103   |
| 87-81                 | Avellino-Udine      | 59-72    |
| 87-78                 | Varese-Imola        | 80-89    |
| 87-83                 | Trieste-Biella      | 93-105   |
| 87-67                 | Reggio C.-Fabriano  | 92-83    |
| 82-84                 | Livorno-Milano      | 77-91    |

| Diciottesima giornata |                      |          |
| 03-01-02              |                      | 24-04-02 |
| 86-79                 | Virtus BO-Varese     | 102-96   |
| 79-70                 | Pesaro-Avellino      | 83-76    |
| 97-95                 | Treviso-Fortitudo BO | 86-89    |
| 86-72                 | Roma-Fabriano        | 83-77    |
| 97-90                 | Verona-Roseto        | 77-93    |
| 86-85                 | Trieste-Livorno      | 78-85    |
| 92-87                 | Reggio C.-Udine      | 73-94    |
| 75-86                 | Milano-Siena         | 81-89    |
| 98-91                 | Cantù-Imola          | 83-79    |

## Play-off
|  | Ottavi di finale | Ottavi di finale    | Ottavi di finale    | Ottavi di finale | Ottavi di finale |  |  | Quarti di finale  | Quarti di finale  | Quarti di finale  | Quarti di finale  | Quarti di finale | Quarti di finale | Quarti di finale |    |    | Semifinali        | Semifinali        | Semifinali        | Semifinali        | Semifinali    | Semifinali    | Semifinali |    |    | Finale | Finale | Finale | Finale | Finale | Finale | Finale |  |
|  |                  |                     |                     |                  |                  |  |  |                   |                   |                   |                   |                  |                  |                  |    |    |                   |                   |                   |                   |               |               |            |    |    |        |        |        |        |        |        |        |  |
|  |                  |                     |                     |                  |                  |  |  | Fortitudo Bologna | Fortitudo Bologna | Fortitudo Bologna | Fortitudo Bologna | 75               | 87               | 100              |    |    |                   |                   |                   |                   |               |               |            |    |    |        |        |        |        |        |        |        |  |
|  | 8                | Virtus Roma         | Virtus Roma         | 100              | 82               |  |  | Virtus Roma       | Virtus Roma       | Virtus Roma       | Virtus Roma       | 65               | 86               | 84               |    |    |                   |                   |                   |                   |               |               |            |    |    |        |        |        |        |        |        |        |  |
|  | 9                | Pall. Roseto        | Pall. Roseto        | 98               | 70               |  |  |                   |                   |                   |                   |                  |                  |                  |    |    | Fortitudo Bologna | Fortitudo Bologna | 75                | 69                | 84            | 71            | 68         |    |    |        |        |        |        |        |        |        |  |
|  | 5                | Mens Sana Siena     | Mens Sana Siena     | 100              | 82               |  |  |                   |                   | Pall. Cantù       | Pall. Cantù       | 56               | 80               | 64               | 76 | 64 |                   |                   |                   |                   |               |               |            |    |    |        |        |        |        |        |        |        |  |
|  | 12               | Amici Pall. Udinese | Amici Pall. Udinese | 70               | 76               |  |  | Mens Sana Siena   | Mens Sana Siena   | Mens Sana Siena   | Mens Sana Siena   | 68               | 61               | 58               |    |    |                   |                   |                   |                   |               |               |            |    |    |        |        |        |        |        |        |        |  |
|  |                  |                     |                     |                  |                  |  |  | Pall. Cantù       | Pall. Cantù       | Pall. Cantù       | Pall. Cantù       | 75               | 69               | 77               |    |    |                   |                   |                   |                   |               |               |            |    |    |        |        |        |        |        |        |        |  |
|  |                  |                     |                     |                  |                  |  |  |                   |                   |                   |                   |                  |                  |                  |    |    | Fortitudo Bologna | Fortitudo Bologna | Fortitudo Bologna | Fortitudo Bologna | 69            | 85            | 0          |    |    |        |        |        |        |        |        |        |  |
|  | 6                | V.L. Pesaro         | V.L. Pesaro         | 99               | 121              |  |  |                   |                   |                   |                   |                  |                  |                  |    |    |                   |                   | Pall. Treviso     | Pall. Treviso     | Pall. Treviso | Pall. Treviso | 93         | 96 | 20 |        |        |        |        |        |        |        |  |
|  | 11               | Fabriano Basket     | Fabriano Basket     | 85               | 66               |  |  | V.L. Pesaro       | V.L. Pesaro       | V.L. Pesaro       | V.L. Pesaro       | 64               | 78               | 80               |    |    |                   |                   |                   |                   |               |               |            |    |    |        |        |        |        |        |        |        |  |
|  |                  |                     |                     |                  |                  |  |  | Virtus Bologna    | Virtus Bologna    | Virtus Bologna    | Virtus Bologna    | 76               | 82               | 83               |    |    |                   |                   |                   |                   |               |               |            |    |    |        |        |        |        |        |        |        |  |
|  |                  |                     |                     |                  |                  |  |  |                   |                   |                   |                   |                  |                  |                  |    |    | Virtus Bologna    | Virtus Bologna    | Virtus Bologna    | 66                | 95            | 83            | 86         |    |    |        |        |        |        |        |        |        |  |
|  | 7                | Pall. Trieste       | 97                  | 75               | 95               |  |  |                   |                   | Pall. Treviso     | Pall. Treviso     | Pall. Treviso    | 97               | 70               | 93 | 88 |                   |                   |                   |                   |               |               |            |    |    |        |        |        |        |        |        |        |  |
|  | 10               | Pall. Varese        | 94                  | 84               | 84               |  |  | Pall. Trieste     | Pall. Trieste     | Pall. Trieste     | Pall. Trieste     | 90               | 85               | 68               |    |    |                   |                   |                   |                   |               |               |            |    |    |        |        |        |        |        |        |        |  |
|  |                  |                     |                     |                  |                  |  |  | Pall. Treviso     | Pall. Treviso     | Pall. Treviso     | Pall. Treviso     | 118              | 102              | 116              |    |    |                   |                   |                   |                   |               |               |            |    |    |        |        |        |        |        |        |        |  |

### Quarti di finale

#### Fortitudo - Virtus Roma
| Arbitri: | Lamonica Ursi |

|                               |            |                                   |
| Fučka 21 Galanda 12 Basile 11 | Punti      | 20 Marcaccini 17 Myers 8 Callahan |
| Fučka 4                       | Assist     | 6 Allen                           |
| Fučka 13                      | Rimbalzi   | 8 Marcaccini                      |
| Matteo Boniciolli             | Allenatori | Attilio Caja                      |

| Arbitri: | Colucci Mattioli |

|                                 |            |                              |
| Myers 36 Allen 18 Handlogten 16 | Punti      | 24 Fučka 18 Milič 13 Galanda |
| Allen 6                         | Assist     | 3 Fučka                      |
| Tonolli, Marcaccini 8           | Rimbalzi   | 11 Fučka                     |
| Attilio Caja                    | Allenatori | Matteo Boniciolli            |

| Arbitri: | Facchini Reatto |

|                                           |            |                                 |
| Fučka 25 Meneghin, Kovačić 19 Marcelić 17 | Punti      | 28 Myers 26 Allen 14 Handlogten |
| Meneghin 4                                | Assist     | 3 Marcaccini, Myers, Allen      |
| Fučka 8                                   | Rimbalzi   | 9 Handlogten                    |
| Matteo Boniciolli                         | Allenatori | Attilio Caja                    |

#### Cantù - Siena
| Arbitri: | Facchini Taurino |

|                                   |            |                                  |
| Hines 21 McCullough 14 Thorton 12 | Punti      | 25 Naumoski 17 Stefanov 14 Topić |
| McCullough 5                      | Assist     | 0                                |
| McCullough 8                      | Rimbalzi   | 3 Rossetti Chiacig               |
| Stefano Sacripanti                | Allenatori | Ergin Ataman                     |

| Arbitri: | Grossi Filippini |

|                                        |            |                                                      |
| Gorenc 16 Stefanov 10 Topić, Chiacig 9 | Punti      | 14 Hines, McCullough 10 Stonerook 9 Lindeman, Hoover |
| 4 Gorenc, Stefanov                     | Assist     | 6 McCullough                                         |
| Masiulis 7                             | Rimbalzi   | 10 Lindeman                                          |
| Ergin Ataman                           | Allenatori | Stefano Sacripanti                                   |

| Arbitri: | Colucci Ramilli |

|                                |            |                                  |
| Hoover 17 Stonerook 16 Riva 14 | Punti      | 11 Naumoski 10 Stefanov 9 Gorenc |
| McCullough 5                   | Assist     | 2 Naumoski                       |
| Stonerook 13                   | Rimbalzi   | 7 Topić                          |
| Stefano Sacripanti             | Allenatori | Ergin Ataman                     |

#### Virtus Bologna - Pesaro
| Arbitri: | Grossi Lo Guzzo |

|                                           |            |                              |
| Ginóbili, Jarić 16 Griffith 13 Granger 11 | Punti      | 17 Johnson 15 Berić 11 Blair |
| Ginóbili, Jarić 4                         | Assist     | 6 Traina                     |
| Griffith 11                               | Rimbalzi   | 10 Johnson                   |
| Ettore Messina                            | Allenatori | Stefano Pillastrini          |

| Arbitri: | Tola Sabetta |

|                                      |            |                                     |
| Booker 24 Berić, Johnson 11 Blair 10 | Punti      | 23 Rigaudeau 14 Ginóbili 13 Granger |
| Berić, Booker 1                      | Assist     | 6 Ginóbili                          |
| Blair 16                             | Rimbalzi   | 7 Frosini, Jarić, Granger           |
| Stefano Pillastrini                  | Allenatori | Ettore Messina                      |

| Arbitri: | Cicoria Corrias |

|                                     |            |                              |
| Ginóbili 31 Rigaudeau 16 Granger 12 | Punti      | 22 Booker 13 Traina 11 Tušek |
| Frosini, Jarić 2                    | Assist     | 1 Pecile                     |
| Griffith 11                         | Rimbalzi   | 7 Blair                      |
| Ettore Messina                      | Allenatori | Stefano Pillastrini          |

#### Treviso - Trieste
| Arbitri: | Reatto Filippini |

|                                                          |            |                                |
| Garbajosa 20 Bell 18 Bulleri, Čikalkin, Tskit'ishvili 15 | Punti      | 22 Mazique 13 Marić 12 Erdmann |
| Pittis 8                                                 | Assist     | 2 Lazic                        |
| Garbajosa 6                                              | Rimbalzi   | 10 Mazique                     |
| Mike D'Antoni                                            | Allenatori | Cesare Pancotto                |

| Arbitri: | Paternicò Lo Guzzo |

|                                             |            |                                                                      |
| Washington, Erdmann 18 Mazique 14 Casoli 12 | Punti      | 18 Nicola, Edney, Pittis 10 Garbajosa, Tskit'ishvili 9 Bulleri, Bell |
| Cavalliero, Marić 2                         | Assist     | 2 quattro giocatori                                                  |
| Washington 8                                | Rimbalzi   | 7 Nicola, Garbajosa                                                  |
| Cesare Pancotto                             | Allenatori | Mike D'Antoni                                                        |

| Arbitri: | Zancanella Ursi |

|                                |            |                               |
| Bell 22 Čikalkin 20 Nachbar 19 | Punti      | 25 Erdmann 14 Jones 10 Casoli |
| Edney 6                        | Assist     | 2 Cavalliero                  |
| Garbajosa 11                   | Rimbalzi   | 7 Herbert                     |
| Mike D'Antoni                  | Allenatori | Cesare Pancotto               |

### Semifinale

#### Fortitudo - Cantù
| Arbitri: | Cazzaro Ramilli |

|                               |            |                                               |
| Kovačić 24 Basile 14 Milič 11 | Punti      | 15 Stonerook 14 Thornton 9 Hoover, McCullough |
| Meneghin 6                    | Assist     | 2 Hoover, McCullough                          |
| Kovačić 7                     | Rimbalzi   | 8 Mccullough                                  |
| Matteo Boniciolli             | Allenatori | Stefano Sacripanti                            |

| Arbitri: | Lamonica Zancanella |

|                                |            |                                                   |
| Hoover 16 Hines 14 Lindeman 12 | Punti      | 18 Fučka 14 Galanda 9 Meneghin, Goldwire, Kovačić |
| Hoover 3                       | Assist     | 4 Meneghin                                        |
| Damião 6                       | Rimbalzi   | 8 Kovačić                                         |
| Stefano Sacripanti             | Allenatori | Matteo Boniciolli                                 |

| Arbitri: | Facchini Paternicò |

|                                      |            |                                     |
| Basile 19 Fučka 17 Milič, Galanda 13 | Punti      | 15 Thornton 13 McCullough 10 Hoover |
| Basile 5                             | Assist     | 3 Hoover                            |
| Kovačić 11                           | Rimbalzi   | 5 Thornton, Hoover                  |
| Matteo Boniciolli                    | Allenatori | Stefano Sacripanti                  |

| Arbitri: | Colucci D'Este |

|                                          |            |                               |
| Hines, McCullough 16 Thornton 14 Riva 13 | Punti      | 16 Fučka 15 Milič 14 Goldwire |
| Hines, Thornton 2                        | Assist     | 3 Fučka                       |
| Lindeman 9                               | Rimbalzi   | 4 Basile, Goldwire, Fučka     |
| Stefano Sacripanti                       | Allenatori | Matteo Boniciolli             |

| Arbitri: | Grossi Tola |

|                               |            |                                       |
| Fučka 18 Basile 15 Kovačić 12 | Punti      | 23 McCullough 19 Thornton 8 Stonerook |
| Meneghin 3                    | Assist     | 4 Hines                               |
| Kovačić 14                    | Rimbalzi   | 10 Thornton                           |
| Matteo Boniciolli             | Allenatori | Stefano Sacripanti                    |

#### Treviso - Virtus Bologna
| Arbitri: | Grossi Reatto |

|                                   |            |                                   |
| Marconato 17 Čikalkin 15 Edney 13 | Punti      | 21 Ginóbili 16 Jarić 12 Rigaudeau |
| Pittis, Edney 4                   | Assist     | 3 Ginóbili                        |
| Marconato 10                      | Rimbalzi   | 8 Frosini                         |
| Mike D'Antoni                     | Allenatori | Ettore Messina                    |

| Arbitri: | Colucci Tola |

|                                  |            |                                          |
| Granger 23 Rigaudeau 19 Jarić 18 | Punti      | 14 Bell 13 Garbajosa, Čikalkin 12 Nicola |
| Jarić 3                          | Assist     | 3 Pittis                                 |
| Ginóbili, Granger, Jarić 7       | Rimbalzi   | 9 Pittis                                 |
| Ettore Messina                   | Allenatori | Mike D'Antoni                            |

| Arbitri: | Cicoria D'Este |

|                                  |            |                                 |
| Garbajosa 19 Edney 17 Bulleri 15 | Punti      | 22 Ginóbili 20 Jarić 14 Frosini |
| Edney 5                          | Assist     | 2 Rigaudeau                     |
| Pittis 6                         | Rimbalzi   | 6 Andersen                      |
| Mike D'Antoni                    | Allenatori | Ettore Messina                  |

| Arbitri: | Lamonica Mattioli |

|                                      |            |                                                  |
| Ginóbili 26 Griffith 16 Rigaudeau 12 | Punti      | 16 Čikalkin 14 Edney, Nachbar 10 Nicola, Bulleri |
| Jarić 3                              | Assist     | 3 Bulleri                                        |
| Andersen 10                          | Rimbalzi   | 8 Marconato                                      |
| Ettore Messina                       | Allenatori | Mike D'Antoni                                    |

### Finale

#### Fortitudo - Treviso
| Arbitri: | Lamonica Mattioli |

|                                            |            |                                       |
| Galanda 16 Marcelić 10 Kovačić, Goldwire 9 | Punti      | 16 Bell 15 Bulleri 14 Nicola, Nachbar |
| Marcelić 2                                 | Assist     | 3 Pittis, Bulleri                     |
| Fučka 9                                    | Rimbalzi   | 9 Marconato, Bulleri                  |
| Matteo Boniciolli                          | Allenatori | Mike D'Antoni                         |

| Arbitri: | Colucci Paternicò |

|                              |            |                                        |
| Nicola 18 Bulleri 17 Bell 14 | Punti      | 28 Basile 13 Galanda 10 Fučka, Kovačić |
| Bell 7                       | Assist     | 2 Fučka, Basile                        |
| Garbajosa 7                  | Rimbalzi   | 9 Kovačić                              |
| Mike D'Antoni                | Allenatori | Matteo Boniciolli                      |

| Arbitri: | Cicoria Facchini |

|                   |            |               |
| Matteo Boniciolli | Allenatori | Mike D'Antoni |

## Verdetti

### Squadra campione
- Campione d'Italia:  Benetton Treviso (3º titolo)

| Logo                      | Giocatori | Presenze (playoff) | Punti (playoff) |
| ------------------------- | --------- | ------------------ | --------------- |
| Benetton Treviso          |           |                    |                 |
| Riccardo Pittis           | 36 (+9)   | 286 (+53)          |                 |
| Tyus Edney                | 36 (+8)   | 569 (+102)         |                 |
| Boštjan Nachbar           | 35 (+7)   | 491 (+74)          |                 |
| Marcelo Nicola            | 34 (+9)   | 340 (+108)         |                 |
| Denis Marconato           | 34 (+9)   | 251 (+70)          |                 |
| Massimo Bulleri           | 34 (+8)   | 223 (+96)          |                 |
| Sergej Čikalkin           | 33 (+9)   | 405 (+120)         |                 |
| Jorge Garbajosa           | 31 (+9)   | 376 (+100)         |                 |
| Mario Stojić              | 30 (+1)   | 231 (+0)           |                 |
| Nik'oloz Tskit'ishvili    | 11 (+6)   | 73 (+32)           |                 |
| Charlie Bell              | 7 (+9)    | 79 (+118)          |                 |
| Giacomo Sereni            | 3 (+0)    | 3 (+0)             |                 |
| Francesco Basei           | 1 (+0)    | 0 (+0)             |                 |
| Allenatore: Mike D'Antoni |           |                    |                 |

### Altri verdetti
- Retrocessioni in Serie A2: Andrea Costa Imola Basket
- Coppa Italia: Virtus Pallacanestro Bologna
- Supercoppa italiana: Pallacanestro Treviso

## Statistiche regular season
Statistiche aggiornate al 11 gennaio 2023.

### Statistiche individuali

#### Valutazione
|    | Giocatore        | Squadra           | Partite | Valutazione | PIR  |
| -- | ---------------- | ----------------- | ------- | ----------- | ---- |
| 1. | Louis Bullock    | Olimpia Milano    | 28      | 736         | 26.3 |
| 2. | Gregor Fučka     | Fortitudo Bologna | 34      | 799         | 23.5 |
| 3. | Emanuel Ginóbili | Virtus Bologna    | 36      | 799         | 23.1 |

Fonte:  Statistiche, in legabasket.it.

#### Punti
|    | Giocatore     | Squadra        | Partite | Punti | PPG  |
| -- | ------------- | -------------- | ------- | ----- | ---- |
| 1. | Louis Bullock | Olimpia Milano | 28      | 696   | 24.9 |
| 2. | Carlton Myers | Virtus Roma    | 27      | 585   | 21.7 |
| 3. | Mario Boni    | Pall. Roseto   | 34      | 716   | 21.1 |

Fonte:  Statistiche, in legabasket.it.

#### Rimbalzi
|    | Giocatore       | Squadra         | Partite | Rimbalzi | RPG |
| -- | --------------- | --------------- | ------- | -------- | --- |
| 1. | Roberto Chiacig | Mens Sana Siena | 36      | 340      | 9.4 |
| 2. | Joseph Blair    | V.L. Pesaro     | 31      | 292      | 9.4 |
| 3. | Ben Handlogten  | Virtus Roma     | 29      | 257      | 8.9 |

Fonte:  Statistiche, in legabasket.it.

#### Assist
|    | Giocatore          | Squadra       | Partite | Assist | APG |
| -- | ------------------ | ------------- | ------- | ------ | --- |
| 1. | Gianmarco Pozzecco | Pall. Varese  | 24      | 124    | 5.2 |
| 2. | Tyus Edney         | Pall. Treviso | 36      | 154    | 4.3 |
| 3. | Jerome Allen       | Virtus Roma   | 29      | 113    | 3.9 |

Fonte:  Statistiche, in legabasket.it.

#### Altre statistiche
| Categoria        | Giocatore         | Squadra           | Partite | Media |
| ---------------- | ----------------- | ----------------- | ------- | ----- |
| Palle recuperate | Emanuel Ginóbili  | Virtus Bologna    | 36      | 4.3   |
| Stoppate         | Tyrone Washington | Fabriano Basket   | 33      | 1.5   |
| Falli subiti     | Louis Bullock     | Olimpia Milano    | 28      | 7.7   |
| % tiri liberi    | Alex Righetti     | Virtus Roma       | 36      | 93.8% |
| % tiro da due    | Tyrone Grant      | Scandone Avellino | 36      | 65.5% |
| % tiro da tre    | Antoine Rigaudeau | Virtus Bologna    | 31      | 53.4% |

#### Migliori prestazioni individuali
| Categoria        | Giocatore           | Squadra           | Statistica | Avversario                     |
| ---------------- | ------------------- | ----------------- | ---------- | ------------------------------ |
| Valutazione      | Rodney Monroe       | Fabriano Basket   | 51         | V.L. Pesaro (30 mar. 2002)     |
| Punti            | Juan Manuel Moltedo | A. Costa Imola    | 48         | V.L. Pesaro (27 dic. 2001)     |
| Rimbalzi         | Joseph Blair        | V.L. Pesaro       | 21         | Pall. Treviso (7 apr. 2002)    |
| Assist           | Gianmarco Pozzecco  | Pall. Varese      | 14         | Pall. Biella (30 set. 2001)    |
| Palle recuperate | Emanuel Ginóbili    | Virtus Bologna    | 10         | Basket Livorno (27 set. 2001)  |
| Stoppate         | Benjamin Eze        | Viola R. Calabria | 6          | Fabriano Basket (23 dic. 2001) |

### Statistiche di squadra
| Categoria        | Squadra             | Media |
| ---------------- | ------------------- | ----- |
| Punti            | Pall. Treviso       | 93.3  |
| Rimbalzi         | Virtus Bologna      | 37.5  |
| Assist           | Pall. Treviso       | 14.0  |
| Palle recuperate | Amici Pall. Udinese | 14.5  |
| Stoppate         | Virtus Bologna      | 2.8   |
| Palle perse      | Amici Pall. Udinese | 13.1  |
| % tiri liberi    | Pall. Biella        | 78.7% |
| % tiro da due    | Mens Sana Siena     | 58.3% |
| % tiro da tre    | Pall. Treviso       | 41.9% |

Fonte:  Statistics, su legabasket.it.

## Premi

### Stagione regolare
| Premio             | Giocatore          | Squadra        |
| ------------------ | ------------------ | -------------- |
| MVP                | Emanuel Ginóbili   | Virtus Bologna |
| Miglior allenatore | Stefano Sacripanti | Pall. Cantù    |
| Miglior Under-23   | Boštjan Nachbar    | Pall. Treviso  |
| Miglior Difensore  | Shaun Stonerook    | Pall. Cantù    |
| Miglior Sesto Uomo | David Andersen     | Virtus Bologna |

| Miglior Quintetto stagione regolare | Miglior Quintetto stagione regolare |
| ----------------------------------- | ----------------------------------- |
| Vrbica Stefanov                     | Mens Sana Siena                     |
| Samuel Hines                        | Pall. Cantù                         |
| Emanuel Ginóbili                    | Virtus Bologna                      |
| Gregor Fučka                        | Fortitudo Bologna                   |
| Roberto Chiacig                     | Mens Sana Siena                     |

| Secondo Quintetto stagione regolare | Secondo Quintetto stagione regolare |
| ----------------------------------- | ----------------------------------- |
| Tyus Edney                          | Pall. Treviso                       |
| Carlton Myers                       | Virtus Roma                         |
| Boris Gorenc                        | Mens Sana Siena                     |
| Shaun Stonerook                     | Pall. Cantù                         |
| Jorge Garbajosa                     | Pall. Treviso                       |

| Miglior Quintetto difensivo | Miglior Quintetto difensivo |
| --------------------------- | --------------------------- |
| Marko Jarić                 | Virtus Bologna              |
| Bootsy Thornton             | Pall. Cantù                 |
| Riccardo Pittis             | Pall. Treviso               |
| Shaun Stonerook             | Pall. Cantù                 |
| Roberto Chiacig             | Mens Sana Siena             |

| Miglior Quintetto Under-23 | Miglior Quintetto Under-23 |
| -------------------------- | -------------------------- |
| Sani Bečirovič             | Fortitudo Bologna          |
| Carlos Delfino             | Viola R. Calabria          |
| Boštjan Nachbar            | Pall. Treviso              |
| David Andersen             | Virtus Bologna             |
| Luca Garri                 | Basket Livorno             |

Fonte:  Serie A (2001-2002), in Eurobasket.com.